# Przedwydma
Przedwydma – wał piasku naniesiony przez prąd morski znajdujący się równolegle do plaży w odległości kilku metrów. Jednakże w przeciwieństwie do mierzei nie wystaje ponad lustro wody, nawet podczas odpływu.